# Václav Klement

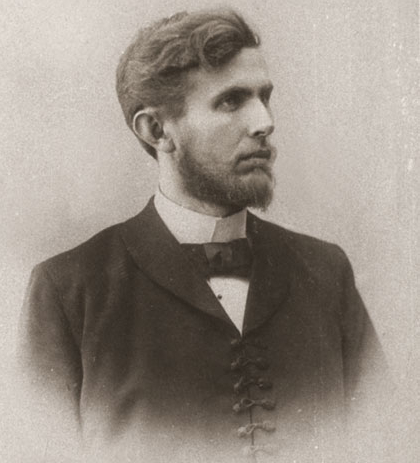
Václav Klement

Václav Klement, född 1868, död 1938, var en revisor, bokhandlare och affärsman från staden Mladá Boleslav i nuvarande Tjeckien. Hade en egen bokhandel, men var även en stor cykelentusiast. På 1890-talet började han tillsammans med Vaclav Laurin tillverka cyklar under namnet Slavia. Efter en lyckad försäljning startade de företaget Laurin & Klement (nuvarande Škoda).